# A Bread Factory
A Bread Factory es una película dramática de comedia independiente estadounidense de dos partes de 2018 escrita y dirigida por Patrick Wang. Cuenta con un elenco y representa un centro de artes comunitario ficticio en una pequeña ciudad del norte del estado de Nueva York que lucha bajo presiones económicas y sociales. Recibió elogios de la crítica. La segunda parte fue el papel final de Brian Murray antes de su muerte.

## Sinopsis
La película tiene lugar en la ciudad ficticia de Checkford, en el norte del estado de Nueva York . Se centra en The Bread Factory, un centro de artes comunitario dirigido por una pareja casada, Dorothea y Greta, así como en la vida cotidiana en la ciudad circundante.
En la primera parte, un dúo de arte conceptual, May Ray, llega a la ciudad y comienza a montar actuaciones llamativas, altamente producidas pero absolutamente insípidas. Amenazan con desviar una subvención para las artes de la que depende The Bread Factory. Dorothea y Greta trabajan para convencer al ayuntamiento de que no reasignen los fondos.
La segunda parte se centra en la representación de la tragedia Hécuba de Eurípides en La fábrica de pan.

## Reparto
- Tyne Daly como Dorotea
- Elisabeth Henry como Greta
- James Marsters como Jason
- Nana visitante como Elsa
- Keaton Nigel Cooke como Simón
- Glynnis O'Connor como Jan
- Zachary Sayle como Max
- Janet Hsieh como mayo
- George Young como Ray
- Brian Murray como Sir Walter
- Nan-Lyn Nelson como Mavis
- Janeane Garofalo como Jordan
- Jessica Pimentel como Teresa

## Producción

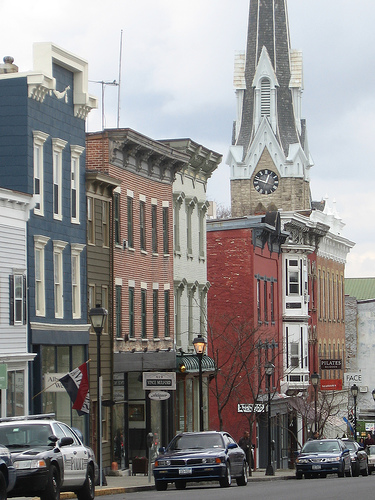
Downtown Hudson, Nueva York, donde se rodó la película

La película se inspiró en Time & Space Limited, un centro artístico local en Hudson, Nueva York. Se filmó en Hudson durante 24 días, luego de 10 días de ensayos.

## Estreno
La película se estrenó en los Estados Unidos el 26 de octubre de 2018. 